# Orchomene pectinata
Orchomene pectinata är en kräftdjursart som beskrevs av Georg Ossian Sars 1882. Orchomene pectinata ingår i släktet Orchomene och familjen Lysianassidae. Arten har ej påträffats i Sverige. Inga underarter finns listade i Catalogue of Life.